# Giải BAFTA lần thứ 74
Lễ trao giải thưởng Điện ảnh của Viện hàn lâm Vương quốc Anh lần thứ 74 được tổ chức vào ngày 10 và 11 tháng 4 năm 2021 tại Hội trường Hoàng gia Albert ở Luân Đôn nhằm tôn vinh những tác phẩm điện ảnh của Anh và quốc tế trong năm 2020 và đầu năm 2021. Như thường lệ, Viện Hàn lâm Nghệ thuật Điện ảnh và Truyền hình Anh Quốc (BAFTA) là đơn vị tổ chức và trao giải cho các bộ phim điện ảnh và phim tài liệu đã được công chiếu ở các rạp chiếu phim của Anh trong năm 2020 và đầu năm 2021.
Các đề cử được công bố vào ngày 9 tháng 3 năm 2021. Bộ phim chính kịch của Mỹ, Nomadland và phim đề tài chính kịch tuổi mới lớn của Anh, Rocks là những tác phẩm nhận nhiều đề cử nhất (4 đề cử/phim); cuối cùng Nomadland đã giành chiến thắng cả 4 hạng mục, trong đó có giải Phim hay nhất.

## Danh sách chi tiết

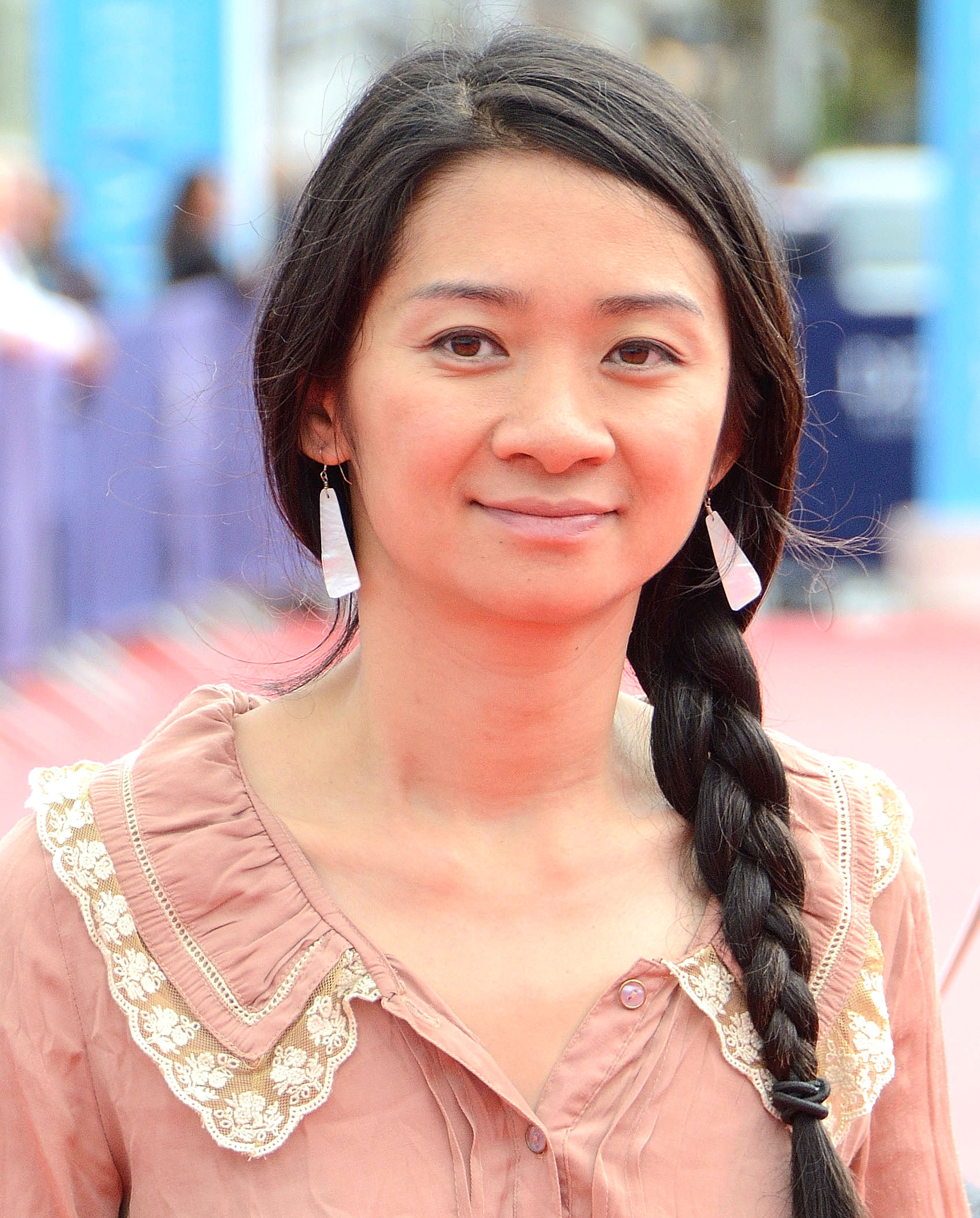
Chloé Zhao, chủ nhân giải Đạo diễn xuất sắc nhất và đồng thắng giải Phim hay nhất

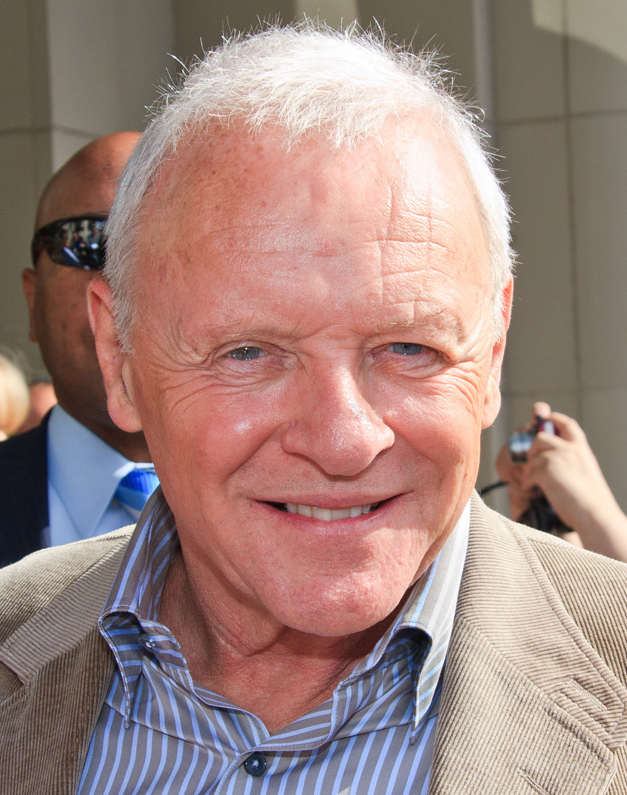
Anthony Hopkins, chủ nhân giải Nam diễn viên chính xuất sắc nhất.

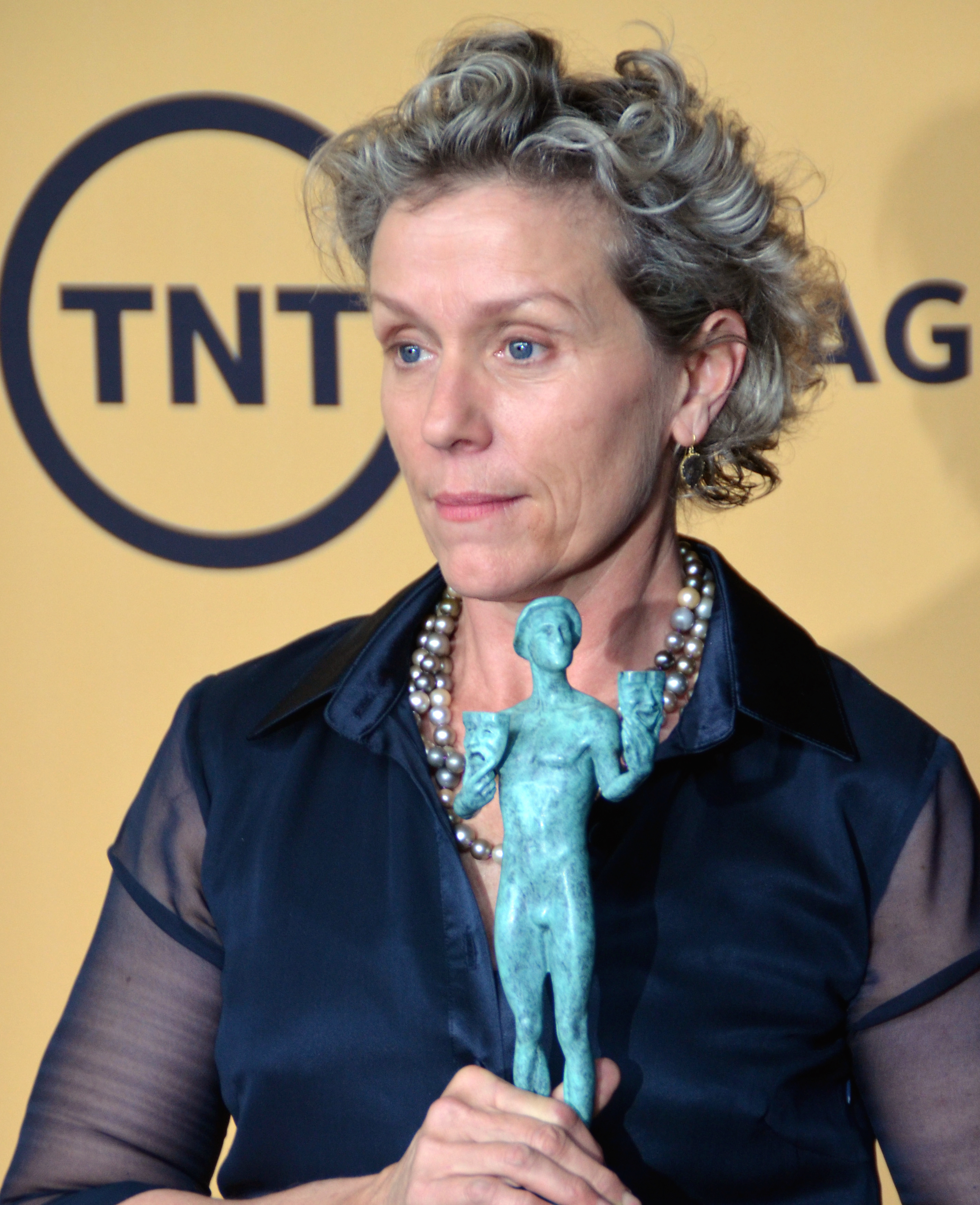
Frances McDormand, chủ nhân giải Nữ diễn viên chính xuất sắc nhất và đồng thắng giải Phim hay nhất.

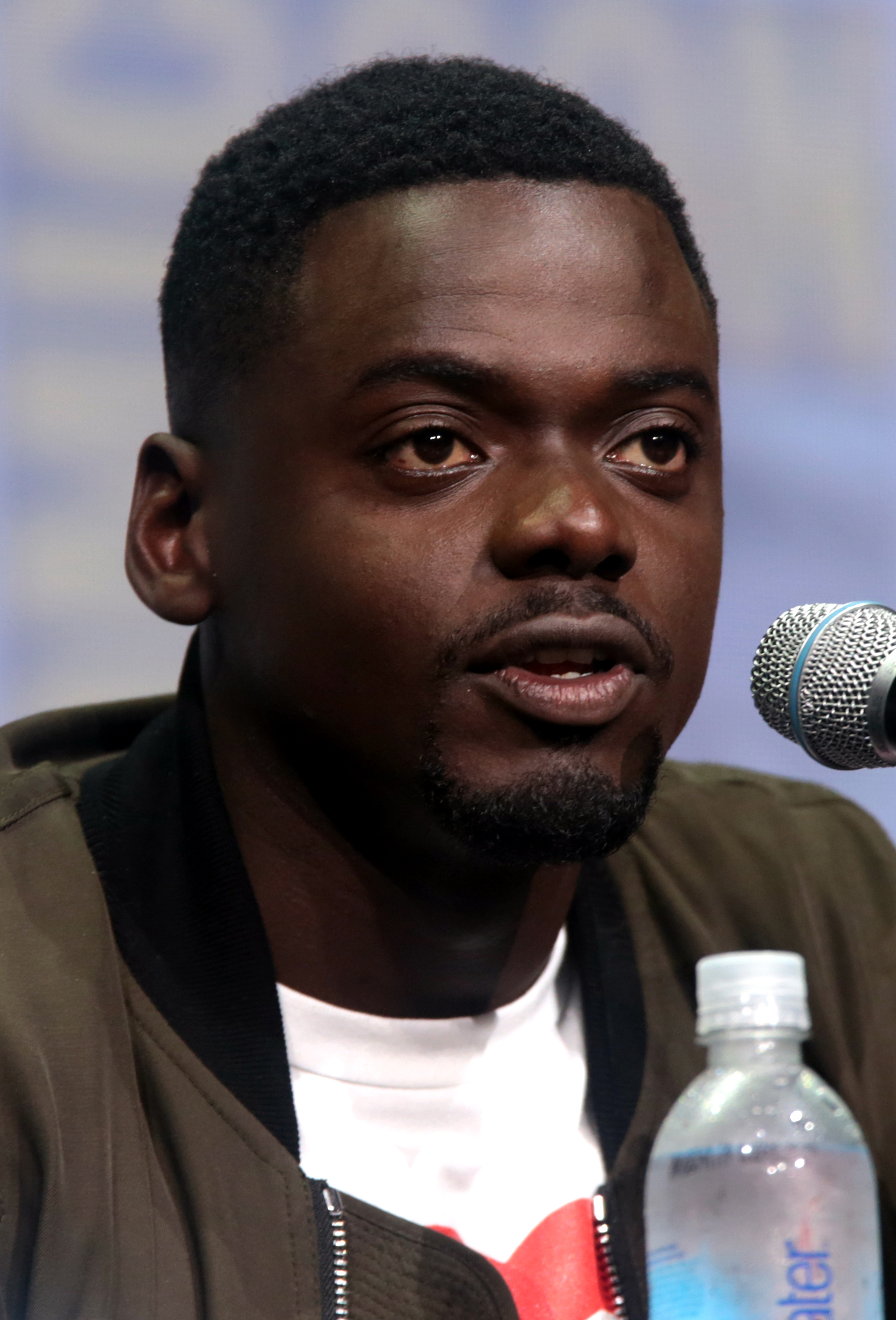
Daniel Kaluuya, chủ nhân giải Nam diễn viên phụ xuất sắc nhất.

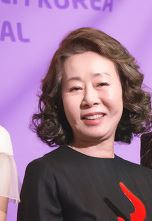
Youn Yuh-jung, chủ nhân giải Nữ diễn viên phụ xuất sắc nhất.

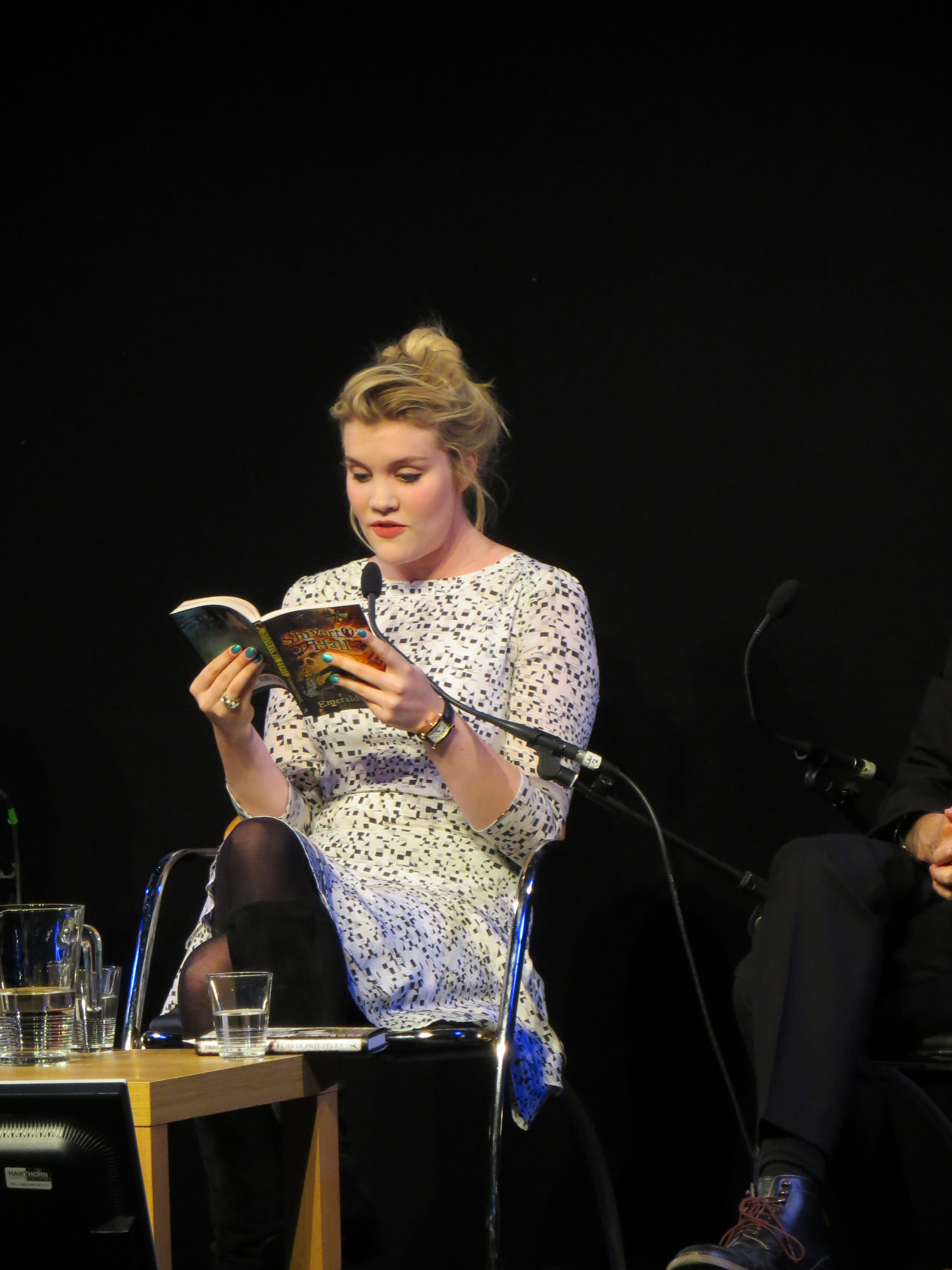
Emerald Fennell, chủ nhân giải Kịch bản gốc xuất sắc nhất và đồng thắng giải Phim Anh hay nhất

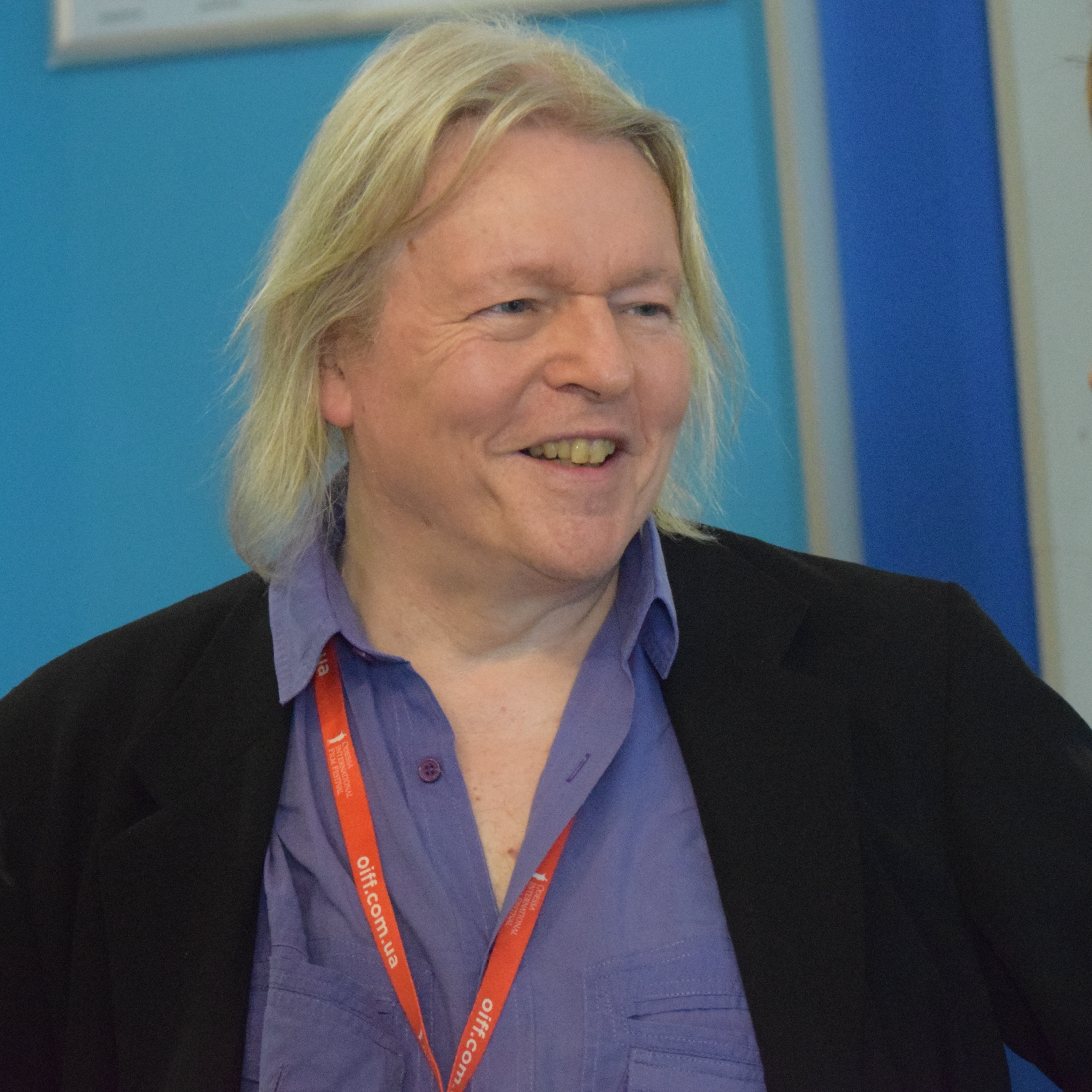
Christopher Hampton, đồng chủ nhân giải Kịch bản chuyển thể xuất sắc nhất

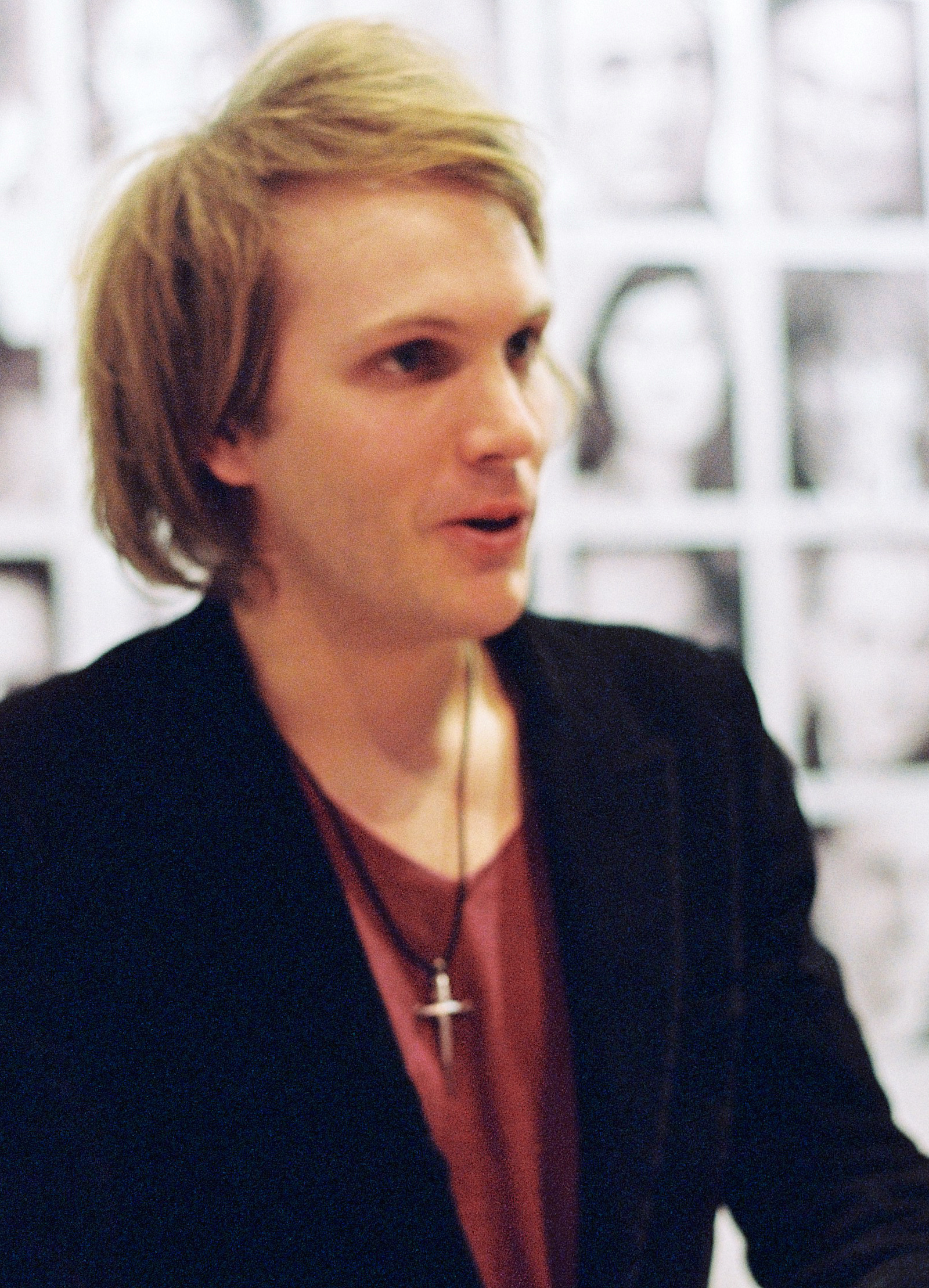
Florian Zeller, đồng chủ nhân giải Kịch bản chuyển thể xuất sắc nhất

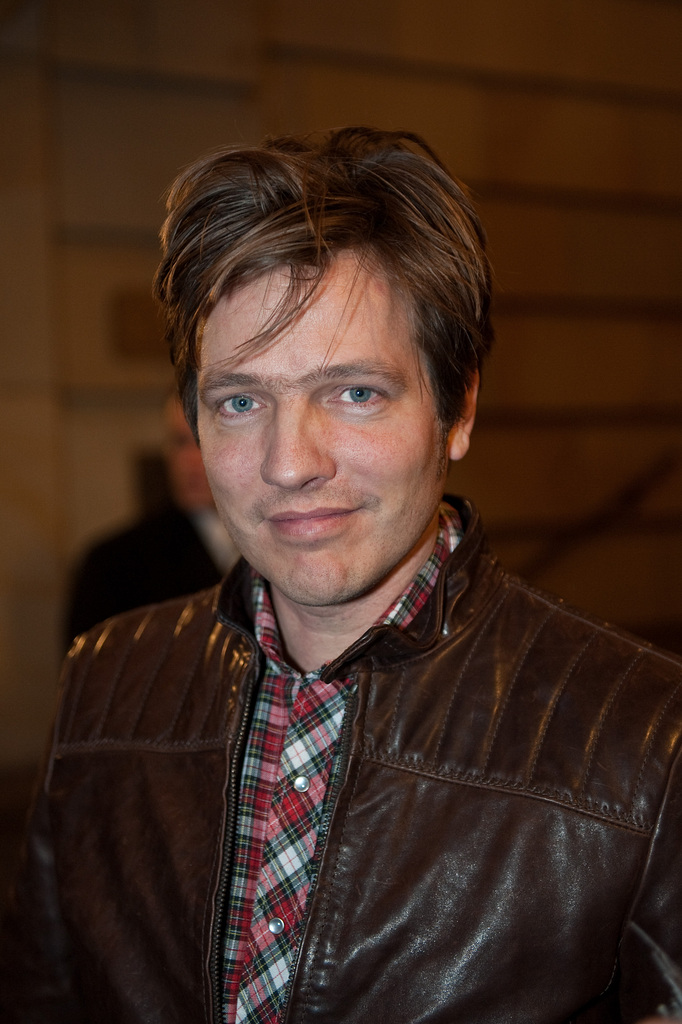
Thomas Vinterberg, hủ nhân giải Phim không nói tiếng Anh hay nhất

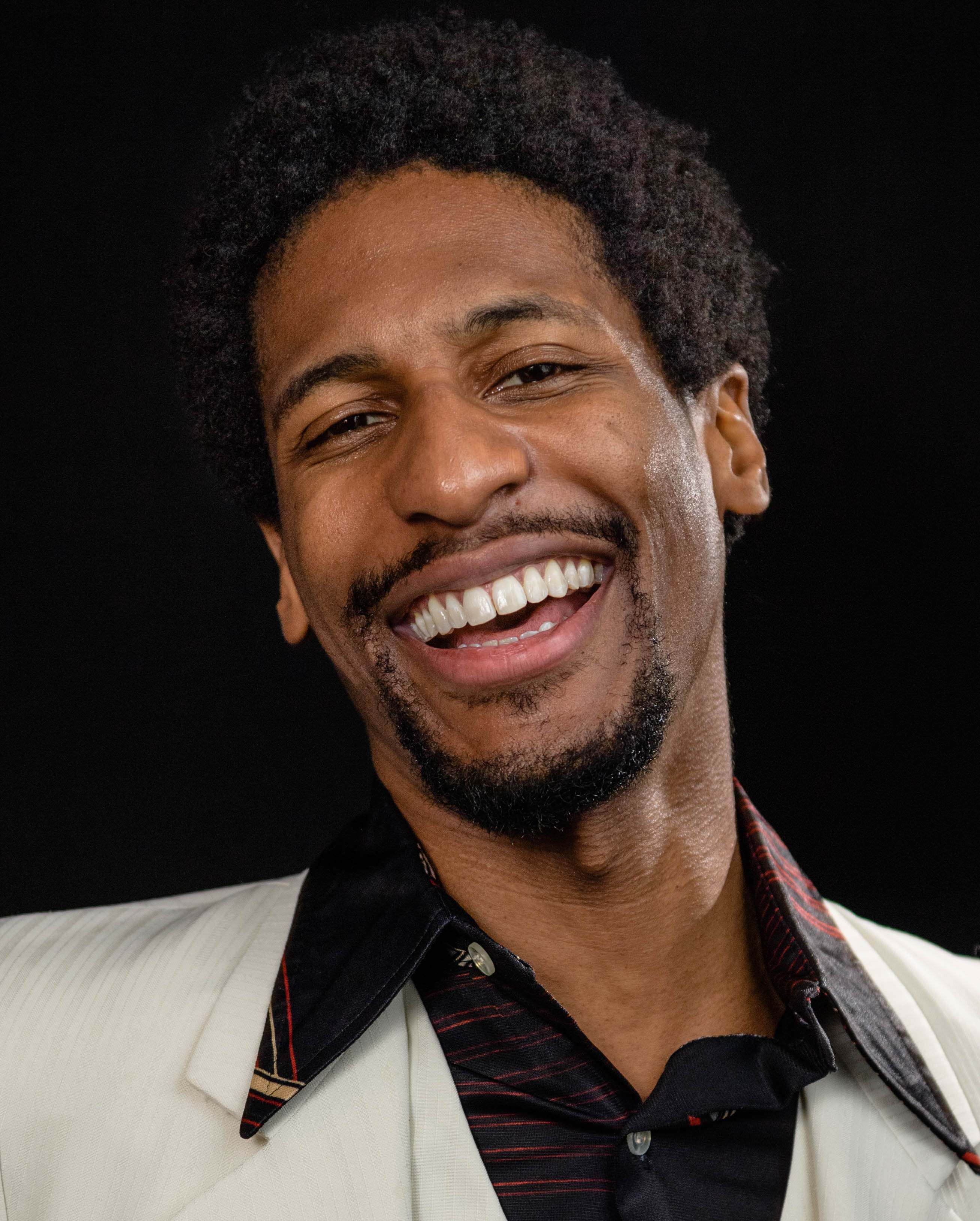
Jon Batiste, đồng chủ nhân giải Nhạc phim xuất sắc nhất

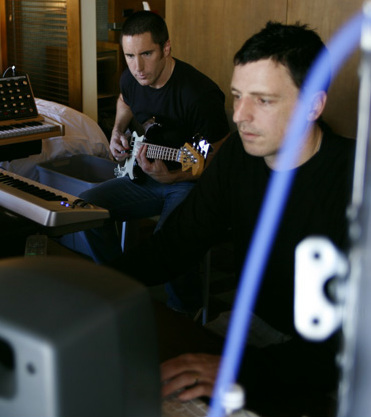
Trent Reznor (trái) và Atticus Ross (phải), những chủ nhân của giải Nhạc phim xuất sắc nhất

Các đề cử được công bố vào ngày 9 tháng 3 năm 2021. Trong khi đó danh sách người chiến thắng được tiết lộ vào ngày 10 và 11 tháng 4 năm 2021.

### BAFTA Fellowship
- Lý An[6]

### Cống hiến điện ảnh Anh Quốc xuất sắc
- Noel Clarke[7]

| Phim hay nhất Nomadland – Mollye Asher, Dan Janvey, Frances McDormand, Peter Spears và Chloé Zhao - The Father – Philippe Carcassonne, Jean-Louis Livi và David Parfitt - The Mauritanian – Adam Ackland, Leah Clarke, Beatriz Levin và Lloyd Levin - Promising Young Woman – Ben Browning, Emerald Fennell, Ashley Fox và Josey McNamara - The Trial of the Chicago 7 – Stuart M. Besser và Marc Platt | Đạo diễn xuất sắc nhất Chloé Zhao – Nomadland - Jasmila Žbanić – Quo Vadis, Aida? - Lee Isaac Chung – Khát vọng đổi đời - Sarah Gavron – Rocks - Shannon Murphy – Babyteeth - Thomas Vinterberg – Another Round |
| Nam diễn viên chính xuất sắc nhất Anthony Hopkins – The Father vai Anthony - Adarsh Gourav – The White Tiger vai Balram Halwai / Ashok Sharma - Chadwick Boseman – Ma Rainey's Black Bottom vai Levee Green - Mads Mikkelsen – Another Round vai Martin - Riz Ahmed – Sound of Metal vai Ruben Stone - Tahar Rahim – The Mauritanian vai Mohamedou Ould Slahi | Nữ diễn viên chính xuất sắc nhất Frances McDormand – Nomadland vai Fern - Alfre Woodard – Clemency vai Warden Bernadine Williams - Bukky Bakray – Rocks vai Olushola Omotoso - Radha Blank – The 40-Year-Old Version vai Radha - Vanessa Kirby – Pieces of a Woman vai Martha Weiss - Wunmi Mosaku – His House vai Rial                                                                                              |
| Nam diễn viên phụ xuất sắc nhất Daniel Kaluuya – Judas and the Black Messiah vai Fred Hampton - Alan Kim – Khát vọng đổi đời vai David Yi - Barry Keoghan – Calm with Horses vai Dymphna - Clarke Peters – Da 5 Bloods vai Otis - Leslie Odom Jr. – One Night in Miami... vai Sam Cooke - Paul Raci – Sound of Metal vai Joe | Nữ diễn viên phụ xuất sắc nhất Youn Yuh-jung – Khát vọng đổi đời vai Soon-ja - Ashley Madekwe – County Lines vai Toni - Dominique Fishback – Judas and the Black Messiah vai Akua Njeri - Kosar Ali – Rocks vai Sumaya - Maria Bakalova – Borat Subsequent Moviefilm vai Tutar Sagdiyev - Niamh Algar – Calm with Horses vai Ursula                                                                                  |
| Kịch bản gốc xuất sắc nhất Cô gái trẻ hứa hẹn – Emerald Fennell - Another Round – Tobias Lindholm và Thomas Vinterberg - Mank – Jack Fincher - Rocks – Theresa Ikoko và Claire Wilson - The Trial of the Chicago 7 – Aaron Sorkin | Kịch bản chuyển thể xuất sắc nhất The Father – Christopher Hampton và Florian Zeller - The Dig – Moira Buffini - The Mauritanian – Rory Haines, Sohrab Noshirvani và M.B. Traven - Nomadland – Chloé Zhao - The White Tiger – Ramin Bahrani |
| Phim hoạt hình ngắn hay nhất The Owl and the Pussycat – Mole Hill và Laura Duncalf - The Fire Next Time – Renaldho Pelle, Yanling Wang và Kerry Jade Kolbe - The Song of a Lost Boy – Daniel Quirke, Jamie MacDonald vàd Brid Arnstein | Phim ngắn hay nhất The Present – Farah Nabulsi - Eyelash – Jesse Lewis Reece và Ike Newman - Lizard – Akinola Davies, Rachel Dargavel và Wale Davies - Lucky Break – John Addis và Rami Sarras Pantoja - Miss Curvy – Ghada Eldemellawy |
| Phim hoạt hình hay nhất Cuộc sống nhiệm màu – Pete Docter và Dana Murray - Truy tìm phép thuật – Kori Rae và Dan Scanlon - Huyền thoại người hóa sói – Tomm Moore, Ross Stewart và Paul Young | Phim tài liệu hay nhất My Octopus Teacher – Pippa Ehrlich, James Reed và Craig Foster - Collective – Alexander Nanau - David Attenborough: A Life on Our Planet – Alastair Fothergill, Jonnie Hughes và Keith Scholey - The Dissident – Bryan Fogel, Thor Halvorssen, Mark Monroe và Jake Swantko - The Social Dilemma – Jeff Orlowski và Larissa Phodes                                                             |
| Phim không nói tiếng Anh hay nhất Another Round – Thomas Vinterberg, Kasper Dissing và Sisse Graum Jørgensen - Dear Comrades! – Andrei Konchalovsky và Alisher Usmanov - Les Misérables – Ladj Ly, Toufik Ayadi và Christophe Barral - Khát vọng đổi đời – Lee Isaac Chung và Christina Oh - Quo Vadis, Aida? – Jasmila Žbanić và Damir Ibrahimovich | Tuyển vai xuất sắc nhất Rocks – Lucy Pardee - Calm with Horses – Shaheen Baig - Judas and the Black Messiah – Alexa L. Fogel - Khát vọng đổi đời – Julia Kim - Cô gái trẻ hứa hẹn – Lindsay Graham-Ahanonu và Mary Vernieu |
| Quay phim xuất sắc nhất Nomadland – Joshua James Richards - Judas and the Black Messiah – Sean Bobbitt - Mank – Erik Messerschmidt - The Mauritanian – Alwin H. Küchler - News of the World – Dariusz Wolski | Thiết kế phục trang xuất sắc nhất Ma Rainey's Black Bottom – Ann Roth - Ammonite – Michael O'Connor - The Dig – Alice Babidge - Emma – Alexandra Byrne - Mank – Trish Summerville |
| Dựng phim xuất sắc nhất Sound of Metal – Mikkel E.G. Nielsen - The Father – Yorgos Lamprinos - Nomadland – Chloé Zhao - Cô gái trẻ hứa hẹn – Frédéric Thoraval - The Trial of the Chicago 7 – Alan Baumgarten | Hoá trang và làm tóc xuất sắc nhất Ma Rainey's Black Bottom – Matiki Anoff, Larry M. Cherry, Sergio Lopez-Rivera và Mia Neal - The Dig – Jenny Shircore - Hillbilly Elegy – Patricia Dehaney, Eryn Krueger Mekash và Matthew W. Mungle - Mank – Colleen LaBaff, Kimberley Spiteri và Gigi Williams - Pinocchio – Dalia Colli, Mark Coulier và Francesco Pegoretti                                                    |
| Nhạc phim hay nhất Cuộc sống nhiệm màu – Jon Batiste, Trent Reznor và Atticus Ross - Mank – Trent Reznor và Atticus Ross - Khát vọng đổi đời – Emile Mosseri - News of the World – James Newton Howard - Cô gái trẻ hứa hẹn – Anthony Willis | Thiết kế sản xuất xuất sắc nhất Mank – Donald Graham Burt và Jan Pascale - The Dig – Maria Djurkovic và Tatiana Macdonald - The Father – Peter Francis và Cathy Featherstone - News of the World – David Crank và Elizabeth Keenan - Rebecca – Sarah Greenwood và Katie Spencer |
| Âm thanh xuất sắc nhất Sound of Metal – Jaime Baksht, Nicolas Becker, Phillip Bladh, Carlos Cortés và Michelle Couttolenc - Greyhound – Beau Borders, Christian P. Minkler, Michael Minkler, Warren Shaw và David Wyman - News of the World – Michael Fentum, William Miller, Mike Prestwood Smith, John Pritchett và Oliver Tarney - Nomadland – Sergio Díaz, Zach Seivers và M. Wolf Snyder - Cuộc sống nhiệm màu – Coya Elliott, Ren Klyce and David Parker | Hiệu ứng hình ảnh đặc biệt xuất sắc nhất Tenet – Scott R. Fisher, Andrew Jackson và Andrew Lockley - Greyhound – Peter Bebb, Nathan McGuinness và Sebastian von Overheidt - The Midnight Sky – Matt Kasmir, Chris Lawrence, Max Solomon và David Watkins - Mulan – Sean Faden, Steve Ingram, Anders Langlands và Seth Maury - The One and Only Ivan – Santiago Colomo Martinez, Nick Davis, Greg Fisher và Ben Jones |
| Phim Anh xuất sắc Cô gái trẻ hứa hẹn – Emerald Fennell, Ben Browning, Ashley Fox và Josey McNamara - Calm with Horses – Nick Rowland, Daniel Emmerson và Joe Murtagh - The Dig – Simon Stone, Gabrielle Tana và Moira Buffini - The Father – Florian Zeller, Philippe Carcassone, Jean-Louis Livi, David Parfitt và Christopher Hampton - His House – Remi Weekes, Martin Gentles, Edward King và Roy Lee - Limbo – Ben Sharrock, Irune Gurtubai và Angus Lamont - The Mauritanian – Kevin Macdonald, Adam Ackland, Leah Clarke, Beatriz Levin, Lloyd Levin, Rory Haines, Sohrab Noshirvani và M.B. Traven - Mogul Mowgli – Bassam Tariq, Riz Ahmed, Thomas Benski và Bennett McGhee - Rocks – Sarah Gavron, Ameenah Ayub Allen, Faye Ward, Theresa Ikoko và Claire Wilson - Saint Maud – Rose Glass, Andrea Cornwell và Oliver Kassman | Đạo diễn, biên kịch hoặc nhà sản xuất đầu tay người Anh xuất sắc His House – Remi Weekes (Biên kịch/Đạo diễn) - Limbo – Ben Sharrock (Biên kịch/Đạo diễn) và Irune Gurtubai (Nhà sản xuất) - Moffie – Jack Sidey (Biên kịch/Nhà sản xuất) - Rocks – Theresa Ikoko và Claire Wilson (Biên kịch) - Saint Maud – Rose Glass (Biên kịch/Đạo diễn) and Oliver Kassman (Nhà sản xuất)                                      |
| Giải Ngôi sao triển vọng Bukky Bakray - Conrad Khan - Kingsley Ben-Adir - Morfydd Clark - Ṣọpẹ Dìrísù | |